# Abell 3
Abell 3 (nota anche come Sh2-189) è una nebulosa planetaria visibile nella costellazione di Cassiopea.
Si tratta di un oggetto estremamente debole, situato circa 2° a nordest della stella ε Cassiopeiae; il periodo più indicato per la sua osservazione nel cielo serale ricade fra i mesi di agosto e gennaio ed è notevolmente facilitata per osservatori posti nelle regioni dell'emisfero boreale terrestre, dove si presenta circumpolare fino alle regioni temperate calde.
Benché sia stata inclusa nel Catalogo Sharpless, si tratta in realtà di una nebulosa planetaria; le sue dimensioni apparenti sono molto ridotte e la sua magnitudine è attorno alla diciottesima grandezza. La sua distanza è incerta, anche se tutti gli studi in merito concordano nel considerarla piuttosto elevata: uno studio del 1984 riporta un valore di 2000 parsec (6520 anni luce), che la posizionerebbe già sul Braccio di Perseo. Studi più recenti tendono ad aumentare questa distanza, fino ad arrivare a 5100±500 parsec (16626±1630 anni luce).